# 罗桑饶登
罗桑饶登（？—1679年），又作罗藏拉卜坦，清朝青海藏传佛教祖古，第一世土观活佛。
他生于青海东川土官庄（今青海省海东市互助土族自治县），是李土司的后裔。在郭隆寺（今天的佑宁寺）出家为僧，称之为土官呼图克图，他就是土观呼图克图一世。1672年，他担任郭隆寺法台。郭隆寺原来设有显宗，他和章嘉呼图克图设密宗，郭隆寺从此显密双修。